# Der Schienenweg unterm Ozean
Der Schienenweg unterm Ozean ist ein 1914 entstandener deutscher Sensations- und Science-Fiction-Stummfilm von Siegfried Dessauer und Kurt Matull, gestaltet nach dem Roman Der Tunnel (1913) von Bernhard Kellermann.

## Handlung
Geschockt vom Zusammenstoß der Titanic mit einem Eisberg und dem nachfolgenden Untergang 1912 machen sich führende Wissenschaftler, Ingenieure und Finanziers Gedanken darüber, wie man Nordamerika und Europa auf neuen Wegen miteinander verbinden kann, ohne den offensichtlich gefährlichen Seeweg nehmen zu müssen. Die sensationelle Lösung: Ein Schienenweg unter dem Ozean soll geschaffen werden! Ein Riesenprojekt (wie der Zweittitel insinuiert), das von Anbeginn auf zahlreiche Widerstände – bei menschlichen Neidern ebenso wie bei den Elementen der Natur – stößt und Saboteure und Intriganten auf den Plan ruft. Bei den Ausschachtungsarbeiten der Tunnel-Railway-Co. für eine Schienenverbindung tief auf dem Meeresgrund kommt es infolgedessen zu zahlreichen Zwischenfällen, die das Projekt mehr als nur einmal an den Rand des Scheiterns bringen.

## Produktionsnotizen
Der Schienenweg unterm Ozean, auch unter den Titeln Das Riesenprojekt bzw. Das Riesenprojekt. Der Schienenweg unterm Ozean vertrieben, entstand bis Juli 1914. Der Fünfakter mit einer Länge von gut 1700 Meter passierte die Zensur im Februar 1915 und wurde kurz darauf in Berlins Kurfürsten-Theater uraufgeführt.
Die Herstellungskosten beliefen sich auf etwa 180.000 Mark.

## Wissenswertes
Nahezu zeitgleich zu diesem Film entstand ein Konkurrenzprodukt, das sich ebenfalls auf Kellermanns Roman berief: Rudolf Meinerts Der Tunnel. Die Dreharbeiten wurden jedoch aufgrund des Kriegsausbruchs im August 1914 abgebrochen und der Film erst im Folgejahr von William Wauer realisiert.

## Kritiken
Das Neue Wiener Tagblatt schrieb: „Prachtvolle Bilder aus dem amerikanischen Milliardärsleben, der Untergang eines Ozeanfahrers, der  Riesenstreik sowie dramatische Vorgänge aller Art stempeln dieses Filmwerk zu einer Sensation ersten Ranges.“
Im Teplitz-Schönauer Anzeiger heißt es: „Es ist ein wahres Drama der Zukunft, das jeden entzücken muß, der für das Streben der Menschheit nach den höchsten Zielen Interesse hat.“